# Lista över fornlämningar i Nyköpings kommun (Stigtomta)
Lista över fornlämningar i Nyköpings kommun (Stigtomta) är en förteckning av ett urval av de fornlämningar som finns i Stigtomta i Nyköpings kommun.
| Namn                           | Lämningstyp                 | Tillkomsttid | Historisk indelning     | Plats | Läge                 | ID-nr          | Bild                                 |
| ------------------------------ | --------------------------- | ------------ | ----------------------- | ----- | -------------------- | -------------- | ------------------------------------ |
| Stigtomta 2:1                  | Gravfält                    |              | Stigtomta, Södermanland |       | 58.787320, 16.817176 | 10036800020001 | Ladda upp en bild av detta fornminne |
| Stigtomta 4:1                  | Gravfält                    |              | Stigtomta, Södermanland |       | 58.787888, 16.812721 | 10036800040001 | Ladda upp en bild av detta fornminne |
| Stigtomta 6:1                  | Stensättning                |              | Stigtomta, Södermanland |       | 58.789820, 16.852495 | 10036800060001 | Ladda upp en bild av detta fornminne |
| Stigtomta 6:2                  | Stensättning                |              | Stigtomta, Södermanland |       | 58.789612, 16.852626 | 10036800060002 | Ladda upp en bild av detta fornminne |
| Stigtomta 7:1                  | Stensättning                |              | Stigtomta, Södermanland |       | 58.793185, 16.852259 | 10036800070001 | Ladda upp en bild av detta fornminne |
| Stigtomta 9:1                  | Stensättning                |              | Stigtomta, Södermanland |       | 58.773660, 16.779939 | 10036800090001 | Ladda upp en bild av detta fornminne |
| Stigtomta 9:2                  | Stensättning                |              | Stigtomta, Södermanland |       | 58.773553, 16.779847 | 10036800090002 | Ladda upp en bild av detta fornminne |
| Stigtomta 9:3                  | Stensättning                |              | Stigtomta, Södermanland |       | 58.773556, 16.780263 | 10036800090003 | Ladda upp en bild av detta fornminne |
| Stigtomta 9:4                  | Stensättning                |              | Stigtomta, Södermanland |       | 58.773426, 16.780567 | 10036800090004 | Ladda upp en bild av detta fornminne |
| Stigtomta 10:1                 | Stensättning                |              | Stigtomta, Södermanland |       | 58.777307, 16.788570 | 10036800100001 | Ladda upp en bild av detta fornminne |
| Stigtomta 10:2                 | Stensättning                |              | Stigtomta, Södermanland |       | 58.777167, 16.788269 | 10036800100002 | Ladda upp en bild av detta fornminne |
| Stigtomta 11:1                 | Stensättning                |              | Stigtomta, Södermanland |       | 58.776963, 16.764480 | 10036800110001 | Ladda upp en bild av detta fornminne |
| Stigtomta 12:1                 | Gravfält                    |              | Stigtomta, Södermanland |       | 58.776661, 16.765998 | 10036800120001 | Ladda upp en bild av detta fornminne |
| Stigtomta 13:1                 | Gravfält                    |              | Stigtomta, Södermanland |       | 58.780370, 16.795676 | 10036800130001 | Ladda upp en bild av detta fornminne |
| Stigtomta 14:1                 | Gravfält                    |              | Stigtomta, Södermanland |       | 58.781818, 16.800704 | 10036800140001 | Ladda upp en bild av detta fornminne |
| Stigtomta 15:1                 | Stensättning                |              | Stigtomta, Södermanland |       | 58.783864, 16.790905 | 10036800150001 | Ladda upp en bild av detta fornminne |
| Stigtomta 17:1                 | Stensättning                |              | Stigtomta, Södermanland |       | 58.791202, 16.776621 | 10036800170001 | Ladda upp en bild av detta fornminne |
| Stigtomta 17:2                 | Stensättning                |              | Stigtomta, Södermanland |       | 58.791207, 16.776864 | 10036800170002 | Ladda upp en bild av detta fornminne |
| Stigtomta 17:3                 | Stensättning                |              | Stigtomta, Södermanland |       | 58.791167, 16.777156 | 10036800170003 | Ladda upp en bild av detta fornminne |
| Stigtomta 17:4                 | Stensättning                |              | Stigtomta, Södermanland |       | 58.791084, 16.777325 | 10036800170004 | Ladda upp en bild av detta fornminne |
| Stigtomta 18:1                 | Hög                         |              | Stigtomta, Södermanland |       | 58.795944, 16.769118 | 10036800180001 | Ladda upp en bild av detta fornminne |
| Stigtomta 19:1                 | Gravfält                    |              | Stigtomta, Södermanland |       | 58.803062, 16.758311 | 10036800190001 | Ladda upp en bild av detta fornminne |
| Stigtomta 23:1                 | Stensättning                |              | Stigtomta, Södermanland |       | 58.813995, 16.774677 | 10036800230001 | Ladda upp en bild av detta fornminne |
| Stigtomta 24:1                 | Gravfält                    |              | Stigtomta, Södermanland |       | 58.815179, 16.783443 | 10036800240001 | Ladda upp en bild av detta fornminne |
| Stigtomta 26:1                 | Gravfält                    |              | Stigtomta, Södermanland |       | 58.819169, 16.760336 | 10036800260001 | Ladda upp en bild av detta fornminne |
| Stigtomta 27:1                 | Gravfält                    |              | Stigtomta, Södermanland |       | 58.819240, 16.763111 | 10036800270001 | Ladda upp en bild av detta fornminne |
| Stigtomta 28:1                 | Gravfält                    |              | Stigtomta, Södermanland |       | 58.817956, 16.767585 | 10036800280001 | Ladda upp en bild av detta fornminne |
| Stigtomta 29:1                 | Gravfält                    |              | Stigtomta, Södermanland |       | 58.816782, 16.761696 | 10036800290001 | Ladda upp en bild av detta fornminne |
| Stigtomta 30:1                 | Gravfält                    |              | Stigtomta, Södermanland |       | 58.816721, 16.759478 | 10036800300001 | Ladda upp en bild av detta fornminne |
| Stigtomta 30:2                 | Gravfält                    |              | Stigtomta, Södermanland |       | 58.816110, 16.760498 | 10036800300002 | Ladda upp en bild av detta fornminne |
| Stigtomta 30:3                 | Gravfält                    |              | Stigtomta, Södermanland |       | 58.815398, 16.759481 | 10036800300003 | Ladda upp en bild av detta fornminne |
| Stigtomta 34:1                 | Gravfält                    |              | Stigtomta, Södermanland |       | 58.780631, 16.880937 | 10036800340001 | Ladda upp en bild av detta fornminne |
| Stigtomta 35:1                 | Stensättning                |              | Stigtomta, Södermanland |       | 58.780021, 16.877561 | 10036800350001 | Ladda upp en bild av detta fornminne |
| Stigtomta 35:2                 | Stensättning                |              | Stigtomta, Södermanland |       | 58.779893, 16.877781 | 10036800350002 | Ladda upp en bild av detta fornminne |
| Stigtomta 37:1                 | Stensättning                |              | Stigtomta, Södermanland |       | 58.787941, 16.809993 | 10036800370001 | Ladda upp en bild av detta fornminne |
| Stigtomta 37:2                 | Stensättning                |              | Stigtomta, Södermanland |       | 58.788053, 16.809705 | 10036800370002 | Ladda upp en bild av detta fornminne |
| Stigtomta 37:3                 | Stensättning                |              | Stigtomta, Södermanland |       | 58.788078, 16.809830 | 10036800370003 | Ladda upp en bild av detta fornminne |
| Stigtomta 42:1                 | Stensättning                |              | Stigtomta, Södermanland |       | 58.822152, 16.759488 | 10036800420001 | Ladda upp en bild av detta fornminne |
| Stigtomta 43:1                 | Stensättning                |              | Stigtomta, Södermanland |       | 58.809288, 16.860411 | 10036800430001 | Ladda upp en bild av detta fornminne |
| Stigtomta 43:2                 | Stensättning                |              | Stigtomta, Södermanland |       | 58.809020, 16.860969 | 10036800430002 | Ladda upp en bild av detta fornminne |
| Stigtomta 45:1                 | Stensättning                |              | Stigtomta, Södermanland |       | 58.797756, 16.851786 | 10036800450001 | Ladda upp en bild av detta fornminne |
| Stigtomta 46:1                 | Stensättning                |              | Stigtomta, Södermanland |       | 58.799105, 16.851977 | 10036800460001 | Ladda upp en bild av detta fornminne |
| Stigtomta 46:2                 | Stensättning                |              | Stigtomta, Södermanland |       | 58.799509, 16.851340 | 10036800460002 | Ladda upp en bild av detta fornminne |
| Stigtomta 47:1                 | Stensättning                |              | Stigtomta, Södermanland |       | 58.792115, 16.854214 | 10036800470001 | Ladda upp en bild av detta fornminne |
| Stigtomta 48:1                 | Gravfält                    |              | Stigtomta, Södermanland |       | 58.799273, 16.844499 | 10036800480001 | Ladda upp en bild av detta fornminne |
| Stigtomta 49:1                 | Gravfält                    |              | Stigtomta, Södermanland |       | 58.790592, 16.853934 | 10036800490001 | Ladda upp en bild av detta fornminne |
| Stigtomta 49:2                 | Hög                         |              | Stigtomta, Södermanland |       | 58.790861, 16.854760 | 10036800490002 | Ladda upp en bild av detta fornminne |
| Stigtomta 49:3                 | Hög                         |              | Stigtomta, Södermanland |       | 58.790644, 16.854874 | 10036800490003 | Ladda upp en bild av detta fornminne |
| Stigtomta 50:1                 | Stensättning                |              | Stigtomta, Södermanland |       | 58.800155, 16.844653 | 10036800500001 | Ladda upp en bild av detta fornminne |
| Stigtomta 50:2                 | Stensättning                |              | Stigtomta, Södermanland |       | 58.800058, 16.844510 | 10036800500002 | Ladda upp en bild av detta fornminne |
| Stigtomta 51:1                 | Stensättning                |              | Stigtomta, Södermanland |       | 58.783252, 16.744007 | 10036800510001 | Ladda upp en bild av detta fornminne |
| Stigtomta 51:2                 | Stensättning                |              | Stigtomta, Södermanland |       | 58.782857, 16.743936 | 10036800510002 | Ladda upp en bild av detta fornminne |
| Stigtomta 51:3                 | Stensättning                |              | Stigtomta, Södermanland |       | 58.782981, 16.743389 | 10036800510003 | Ladda upp en bild av detta fornminne |
| Stigtomta 51:4                 | Stensättning                |              | Stigtomta, Södermanland |       | 58.782909, 16.744112 | 10036800510004 | Ladda upp en bild av detta fornminne |
| Stigtomta 52:1                 | Stensättning                |              | Stigtomta, Södermanland |       | 58.782917, 16.746829 | 10036800520001 | Ladda upp en bild av detta fornminne |
| Stigtomta 55:1                 | Gravfält                    |              | Stigtomta, Södermanland |       | 58.783118, 16.735307 | 10036800550001 | Ladda upp en bild av detta fornminne |
| Stigtomta 57:1                 | Stensättning                |              | Stigtomta, Södermanland |       | 58.781147, 16.731342 | 10036800570001 | Ladda upp en bild av detta fornminne |
| Stigtomta 57:2                 | Hög                         |              | Stigtomta, Södermanland |       | 58.781065, 16.731459 | 10036800570002 | Ladda upp en bild av detta fornminne |
| Stigtomta 59:1                 | Stensättning                |              | Stigtomta, Södermanland |       | 58.773640, 16.726044 | 10036800590001 | Ladda upp en bild av detta fornminne |
| Stigtomta 59:2                 | Stensättning                |              | Stigtomta, Södermanland |       | 58.773565, 16.726247 | 10036800590002 | Ladda upp en bild av detta fornminne |
| Stigtomta 62:1                 | Stensättning                |              | Stigtomta, Södermanland |       | 58.768759, 16.737462 | 10036800620001 | Ladda upp en bild av detta fornminne |
| Stigtomta 63:1                 | Gravfält                    |              | Stigtomta, Södermanland |       | 58.768866, 16.740664 | 10036800630001 | Ladda upp en bild av detta fornminne |
| Stigtomta 64:1                 | Stensättning                |              | Stigtomta, Södermanland |       | 58.768495, 16.743087 | 10036800640001 | Ladda upp en bild av detta fornminne |
| Stigtomta 64:2                 | Stensättning                |              | Stigtomta, Södermanland |       | 58.768370, 16.743703 | 10036800640002 | Ladda upp en bild av detta fornminne |
| Stigtomta 65:1                 | Gravfält                    |              | Stigtomta, Södermanland |       | 58.782101, 16.723287 | 10036800650001 | Ladda upp en bild av detta fornminne |
| Stigtomta 70:1                 | Stensättning                |              | Stigtomta, Södermanland |       | 58.786469, 16.698068 | 10036800700001 | Ladda upp en bild av detta fornminne |
| Stigtomta 74:1                 | Gravfält                    |              | Stigtomta, Södermanland |       | 58.781318, 16.710621 | 10036800740001 | Ladda upp en bild av detta fornminne |
| Stigtomta 74:2                 | Hög                         |              | Stigtomta, Södermanland |       | 58.781676, 16.711160 | 10036800740002 | Ladda upp en bild av detta fornminne |
| Stigtomta 74:3                 | Stensättning                |              | Stigtomta, Södermanland |       | 58.781663, 16.711436 | 10036800740003 | Ladda upp en bild av detta fornminne |
| Stigtomta 74:4                 | Stensättning                |              | Stigtomta, Södermanland |       | 58.781574, 16.711414 | 10036800740004 | Ladda upp en bild av detta fornminne |
| Stigtomta 78:1                 | Gravfält                    |              | Stigtomta, Södermanland |       | 58.776368, 16.710967 | 10036800780001 | Ladda upp en bild av detta fornminne |
| Stigtomta 87:1                 | Stensättning                |              | Stigtomta, Södermanland |       | 58.785396, 16.596325 | 10036800870001 | Ladda upp en bild av detta fornminne |
| Stigtomta 90:1                 | Gravfält                    |              | Stigtomta, Södermanland |       | 58.793819, 16.740374 | 10036800900001 | Ladda upp en bild av detta fornminne |
| Stigtomta 91:1                 | Gravfält                    |              | Stigtomta, Södermanland |       | 58.794042, 16.742213 | 10036800910001 | Ladda upp en bild av detta fornminne |
| Stigtomta 93:1                 | Gravfält                    |              | Stigtomta, Södermanland |       | 58.795562, 16.753569 | 10036800930001 | Ladda upp en bild av detta fornminne |
| Stigtomta 97:1                 | Gravfält                    |              | Stigtomta, Södermanland |       | 58.797842, 16.747934 | 10036800970001 | Ladda upp en bild av detta fornminne |
| Stigtomta 98:1                 | Stensättning                |              | Stigtomta, Södermanland |       | 58.797598, 16.749357 | 10036800980001 | Ladda upp en bild av detta fornminne |
| Stigtomta 99:1                 | Stensättning                |              | Stigtomta, Södermanland |       | 58.797206, 16.750428 | 10036800990001 | Ladda upp en bild av detta fornminne |
| Stigtomta 99:2                 | Stensättning                |              | Stigtomta, Södermanland |       | 58.796931, 16.750882 | 10036800990002 | Ladda upp en bild av detta fornminne |
| Stigtomta 99:3                 | Gravfält                    |              | Stigtomta, Södermanland |       | 58.796634, 16.750856 | 10036800990003 | Ladda upp en bild av detta fornminne |
| Stigtomta 100:1                | Gravfält                    |              | Stigtomta, Södermanland |       | 58.807351, 16.744502 | 10036801000001 | Ladda upp en bild av detta fornminne |
| Stigtomta 102:1                | Stensättning                |              | Stigtomta, Södermanland |       | 58.811111, 16.736543 | 10036801020001 | Ladda upp en bild av detta fornminne |
| Stigtomta 104:1                | Stensättning                |              | Stigtomta, Södermanland |       | 58.811635, 16.737185 | 10036801040001 | Ladda upp en bild av detta fornminne |
| Stigtomta 104:2                | Stensättning                |              | Stigtomta, Södermanland |       | 58.811517, 16.737354 | 10036801040002 | Ladda upp en bild av detta fornminne |
| Stigtomta 110:1                | Gravfält                    |              | Stigtomta, Södermanland |       | 58.803257, 16.726369 | 10036801100001 | Ladda upp en bild av detta fornminne |
| Stigtomta 110:2                | Stensättning                |              | Stigtomta, Södermanland |       | 58.802563, 16.729014 | 10036801100002 | Ladda upp en bild av detta fornminne |
| Stigtomta 111:1                | Stensättning                |              | Stigtomta, Södermanland |       | 58.802911, 16.719904 | 10036801110001 | Ladda upp en bild av detta fornminne |
| Stigtomta 111:2                | Stensättning                |              | Stigtomta, Södermanland |       | 58.802793, 16.720056 | 10036801110002 | Ladda upp en bild av detta fornminne |
| Stigtomta 112:1                | Gravfält                    |              | Stigtomta, Södermanland |       | 58.809548, 16.700809 | 10036801120001 | Ladda upp en bild av detta fornminne |
| Sö 49 (Stigtomta 113:1)        | Runristning                 |              | Stigtomta, Södermanland | Ene   | 58.805371, 16.706231 | 10036801130001 | Ladda upp en bild av detta fornminne |
| Stigtomta 114:1                | Stensättning                |              | Stigtomta, Södermanland |       | 58.805877, 16.702491 | 10036801140001 | Ladda upp en bild av detta fornminne |
| Stigtomta 114:2                | Stensättning                |              | Stigtomta, Södermanland |       | 58.805807, 16.701936 | 10036801140002 | Ladda upp en bild av detta fornminne |
| Stigtomta 115:1                | Stensättning                |              | Stigtomta, Södermanland |       | 58.802291, 16.702954 | 10036801150001 | Ladda upp en bild av detta fornminne |
| Stigtomta 115:2                | Hög                         |              | Stigtomta, Södermanland |       | 58.802144, 16.702378 | 10036801150002 | Ladda upp en bild av detta fornminne |
| Stigtomta 116:1                | Gravfält                    |              | Stigtomta, Södermanland |       | 58.807606, 16.697255 | 10036801160001 | Ladda upp en bild av detta fornminne |
| Stigtomta 117:1                | Gravfält                    |              | Stigtomta, Södermanland |       | 58.798681, 16.713657 | 10036801170001 | Ladda upp en bild av detta fornminne |
| Stigtomta 118:1                | Stensättning                |              | Stigtomta, Södermanland |       | 58.795144, 16.710966 | 10036801180001 | Ladda upp en bild av detta fornminne |
| Stigtomta 118:2                | Stensättning                |              | Stigtomta, Södermanland |       | 58.795073, 16.711568 | 10036801180002 | Ladda upp en bild av detta fornminne |
| Stigtomta 118:3                | Grav markerad av sten/block |              | Stigtomta, Södermanland |       | 58.794933, 16.711285 | 10036801180003 | Ladda upp en bild av detta fornminne |
| Stigtomta 119:1                | Gravfält                    |              | Stigtomta, Södermanland |       | 58.807235, 16.700630 | 10036801190001 | Ladda upp en bild av detta fornminne |
| Stigtomta 120:1                | Stensättning                |              | Stigtomta, Södermanland |       | 58.810896, 16.689530 | 10036801200001 | Ladda upp en bild av detta fornminne |
| Stigtomta 121:1                | Stensättning                |              | Stigtomta, Södermanland |       | 58.811457, 16.688130 | 10036801210001 | Ladda upp en bild av detta fornminne |
| Stigtomta 123:1                | Röse                        |              | Stigtomta, Södermanland |       | 58.811447, 16.682537 | 10036801230001 | Ladda upp en bild av detta fornminne |
| Stigtomta 124:1                | Stensättning                |              | Stigtomta, Södermanland |       | 58.812078, 16.680395 | 10036801240001 | Ladda upp en bild av detta fornminne |
| Stigtomta 124:2                | Stensättning                |              | Stigtomta, Södermanland |       | 58.811923, 16.680598 | 10036801240002 | Ladda upp en bild av detta fornminne |
| Stigtomta 125:1                | Stensättning                |              | Stigtomta, Södermanland |       | 58.807579, 16.682680 | 10036801250001 | Ladda upp en bild av detta fornminne |
| Stigtomta 126:1                | Gravfält                    |              | Stigtomta, Södermanland |       | 58.805780, 16.691241 | 10036801260001 | Ladda upp en bild av detta fornminne |
| Stigtomta 127:1                | Grav- och boplatsområde     |              | Stigtomta, Södermanland |       | 58.814120, 16.681840 | 10036801270001 | Ladda upp en bild av detta fornminne |
| Stigtomta 128:1                | Stensättning                |              | Stigtomta, Södermanland |       | 58.817537, 16.664046 | 10036801280001 | Ladda upp en bild av detta fornminne |
| Stigtomta 128:2                | Stensättning                |              | Stigtomta, Södermanland |       | 58.817592, 16.663751 | 10036801280002 | Ladda upp en bild av detta fornminne |
| Stigtomta 129:1                | Stensättning                |              | Stigtomta, Södermanland |       | 58.816564, 16.658434 | 10036801290001 | Ladda upp en bild av detta fornminne |
| Stigtomta 129:2                | Stensättning                |              | Stigtomta, Södermanland |       | 58.816310, 16.659108 | 10036801290002 | Ladda upp en bild av detta fornminne |
| Stigtomta 132:1                | Stensättning                |              | Stigtomta, Södermanland |       | 58.819349, 16.670485 | 10036801320001 | Ladda upp en bild av detta fornminne |
| Kummelbacken (Stigtomta 135:1) | Gravfält                    |              | Stigtomta, Södermanland |       | 58.813333, 16.698453 | 10036801350001 | Ladda upp en bild av detta fornminne |
| Stigtomta 136:1                | Gravfält                    |              | Stigtomta, Södermanland |       | 58.812935, 16.707653 | 10036801360001 | Ladda upp en bild av detta fornminne |
| Stigtomta 136:2                | Stensättning                |              | Stigtomta, Södermanland |       | 58.813708, 16.708674 | 10036801360002 | Ladda upp en bild av detta fornminne |
| Stigtomta 137:1                | Stensättning                |              | Stigtomta, Södermanland |       | 58.820652, 16.711156 | 10036801370001 | Ladda upp en bild av detta fornminne |
| Stigtomta 138:1                | Gravfält                    |              | Stigtomta, Södermanland |       | 58.819891, 16.719570 | 10036801380001 | Ladda upp en bild av detta fornminne |
| Djälp (Stigtomta 146:1)        | Husgrund, historisk tid     |              | Stigtomta, Södermanland |       | 58.790561, 16.863820 | 10036801460001 | Ladda upp en bild av detta fornminne |
| Stigtomta 148:1                | Stensättning                |              | Stigtomta, Södermanland |       | 58.804804, 16.699650 | 10036801480001 | Ladda upp en bild av detta fornminne |
| Stigtomta 151:1                | Stensättning                |              | Stigtomta, Södermanland |       | 58.796700, 16.846128 | 10036801510001 | Ladda upp en bild av detta fornminne |
| Stigtomta 151:2                | Stensättning                |              | Stigtomta, Södermanland |       | 58.796871, 16.846099 | 10036801510002 | Ladda upp en bild av detta fornminne |
| Stigtomta 152:2                | Stensättning                |              | Stigtomta, Södermanland |       | 58.788874, 16.866890 | 10036801520002 | Ladda upp en bild av detta fornminne |
| Stigtomta 152:3                | Stensättning                |              | Stigtomta, Södermanland |       | 58.788765, 16.867008 | 10036801520003 | Ladda upp en bild av detta fornminne |
| Stigtomta 153:1                | Stensättning                |              | Stigtomta, Södermanland |       | 58.791145, 16.866308 | 10036801530001 | Ladda upp en bild av detta fornminne |
| Stigtomta 153:2                | Stensättning                |              | Stigtomta, Södermanland |       | 58.791048, 16.866098 | 10036801530002 | Ladda upp en bild av detta fornminne |
| Stigtomta 155:1                | Stensättning                |              | Stigtomta, Södermanland |       | 58.794993, 16.881436 | 10036801550001 | Ladda upp en bild av detta fornminne |
| Stigtomta 156:1                | Fornborg                    |              | Stigtomta, Södermanland |       | 58.820992, 16.800686 | 10036801560001 | Ladda upp en bild av detta fornminne |
| Stigtomta 161:1                | Hällristning                |              | Stigtomta, Södermanland |       | 58.805751, 16.744985 | 10036801610001 | Ladda upp en bild av detta fornminne |
| Stigtomta 167:1                | Stensättning                |              | Stigtomta, Södermanland |       | 58.768844, 16.739195 | 10036801670001 | Ladda upp en bild av detta fornminne |
| Stigtomta 183:1                | Stensättning                |              | Stigtomta, Södermanland |       | 58.814577, 16.782741 | 10036801830001 | Ladda upp en bild av detta fornminne |
| Stigtomta 185:1                | Stensättning                |              | Stigtomta, Södermanland |       | 58.806070, 16.768190 | 10036801850001 | Ladda upp en bild av detta fornminne |
| Stigtomta 186:1                | Stensättning                |              | Stigtomta, Södermanland |       | 58.806110, 16.769457 | 10036801860001 | Ladda upp en bild av detta fornminne |
| Stigtomta 192:1                | Stensättning                |              | Stigtomta, Södermanland |       | 58.797982, 16.765366 | 10036801920001 | Ladda upp en bild av detta fornminne |
| Stigtomta 211:1                | Stensättning                |              | Stigtomta, Södermanland |       | 58.774734, 16.781431 | 10036802110001 | Ladda upp en bild av detta fornminne |
| Stigtomta 235:1                | Stensättning                |              | Stigtomta, Södermanland |       | 58.815759, 16.669978 | 10036802350001 | Ladda upp en bild av detta fornminne |
| Stigtomta 238:1                | Gravfält                    |              | Stigtomta, Södermanland |       | 58.786965, 16.604358 | 10036802380001 | Ladda upp en bild av detta fornminne |
| Tingsplatsen (Stigtomta 242:1) | Stensättning                |              | Stigtomta, Södermanland |       | 58.774819, 16.784859 | 10036802420001 | Ladda upp en bild av detta fornminne |
| Vaxhällastugan (Stigtomta 332) | Lägenhetsbebyggelse         |              | Stigtomta, Södermanland |       | 58.801733, 16.862225 | 12000000066685 | Ladda upp en bild av detta fornminne |
| Stigtomta 459                  | Stensättning                |              | Stigtomta, Södermanland |       | 58.808494, 16.762442 | 12000000068628 | Ladda upp en bild av detta fornminne |
| Stigtomta 464                  | Stensättning                |              | Stigtomta, Södermanland |       | 58.808229, 16.763232 | 12000000068634 | Ladda upp en bild av detta fornminne |
| Stigtomta 466                  | Stensättning                |              | Stigtomta, Södermanland |       | 58.808184, 16.763040 | 12000000068636 | Ladda upp en bild av detta fornminne |